# 아르카이오케라톱스
아르카이오케라톱스는 "고대의 뿔이 있는 얼굴"이라는 의미로 백악기 전기 (압트절) 중국 중북부에 살던 원시적인 신각룡류 공룡의 한 속이다. 이족보행을 했을 것으로 보이며 비교적 작은 키에 (몸길이 약 1 미터) 상대적으로 큰 머리를 가지고 있었다. 다른 후대의 각룡류들과 달리 뿔은 가지고 있지 않고 머리 뒤쪽에 뼈로 된 작은 프릴만을 가지고 있다.

## 발견과 종

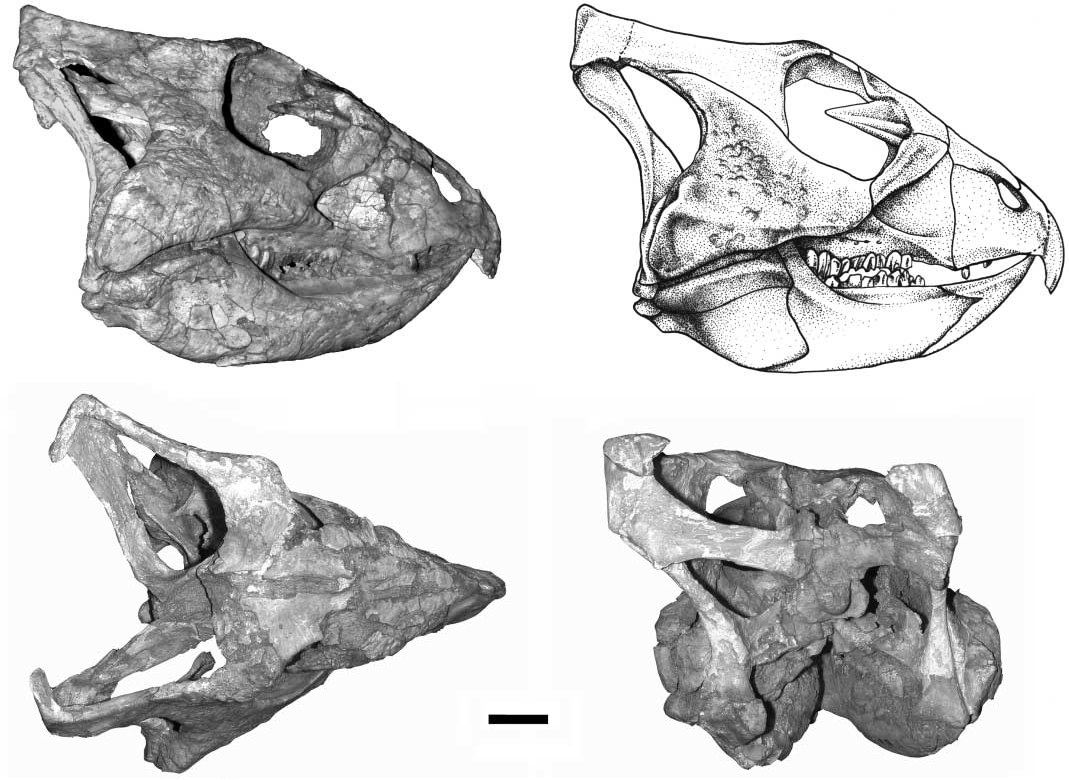
A. oshimai 두개골

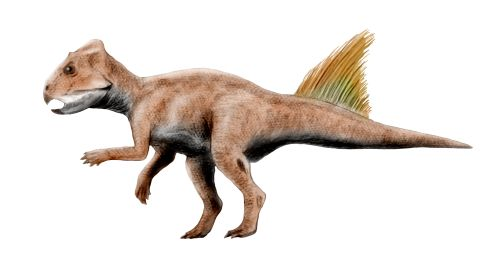
A. yujingziensis

두 개의 표본이 중국 중북부 간쑤성 마종샨 지역 공포췐 분지, 신민바오 층군 (Xinminbao Group)의 중간 회색 유닛에서 발견되었다. 모식종인 A. oshimai는 1997년에 동 지밍과 아주마에 의해 명명되었다. 이 지역에서 발견된 최초의 원시적인 신각룡류이다.
모식표본인 IVPP V11114는 부분적으로 완전한 골격으로 두개골, 미추, 골반, 그리고 뒷다리의 대부분으로 구성되어 있다.
두번째 표본 (부모식표본) 은 IVPP V11115 로 불완전한 골격이며 상대적으로 잘 보존된 꼬리부분과 뒷다리 일부, 그리고 잘 보존된 발로 구성되어 있다. 완모식표본보다는 조금 작다.

## 분류
아르카이오케라톱스는 백악기에 북아메리카와 아시아에서 번성했던 초식성 공룡으로 앵무새같은 부리를 가지고 있었던 각룡류 (케라톱시아 Ceratopsia: 뿔이 있는 얼굴이라는 뜻의 그리스어) 에 속한다. 1997년에 동과 아주마는 아르카에오케라톱스를 새로운 과인 아르카이오케라톱스과(Archaeoceratopsidae) 로 분류했다.

## 식성
다른 각룡류들과 마찬가지로 아르카이오케라톱스도 초식성이었다. 백악기에는 속씨식물이 "지리적으로 제한적으로만 분포"하고 있었기 때문에 이들은 당시에 주로 번성했던 식물, 즉 양치식물, 소철, 그리고 침엽수 등을 먹었던 것으로 보인다. 날카로운 부리를 이용해 나무의 잎을 잘라내어 삼켰을 것이다.

## 참고 문헌
- On a primitive Neoceratopsian from the early Cretaceous of China. Dong, Z. and Azuma, Y. Sino-Japanese Silk Road dinosaur expedition, Dong, Z. (ed). China Ocean press; 68-89 (1997).
- Redescription of neoceratopsian dinosaur Archaeoceratops and early evolution of Neoceratopsia. You, H. and Dodson, P. Acta Palaeontologica Polonica 48 (2); 261-272 (2003).
- Archaeoceratops in the Dino Directory